# Yacimiento arqueológico de El Humedal
El yacimiento arqueológico de El Humedal es un sitio paleolítico localizado en la zona de ampliación urbanística de El Cañaveral, al sureste del municipio de Madrid. Se trata de un área de talla al aire libre vinculada a poblaciones neandertales donde el principal objetivo era obtener puntas musterienses.  

## Contexto geográfico
Al igual que decenas de yacimientos paleolíticos de la Comunidad de Madrid, El Humedal se localiza en la zona del interfluvio Manzanares-Jarama. Una extensa plataforma localizada entre los ríos Manzanares y Jarama caracterizada por la presencia abundante de sílex. Una materia prima utilizada de manera continuada para la elaboración de herramientas a lo largo de la Prehistoria.
El área de El Cañaveral queda enmarcada dentro de la Cuenca de Madrid, donde son mayoritarios los afloramientos de materiales terciarios, sobre los cuales actúan en el Cuaternario varios procesos erosivos y deposicionales que originan la morfología del relieve tal como lo conocemos hoy.

## Intervenciones arqueológicas
Los trabajos de campo con carácter de urgencia se iniciaron en octubre de 2017 y concluyen en junio de 2018. Concretamente en la Parcela MCO de la U. Z. P. 2.01 "El Cañaveral", en Coslada (Comunidad de Madrid). Una zona  que fue delimitada por la Dirección Gral. de Patrimonio y donde se realizaron decenas de zanjas de control paleontológico y arqueológico. Fue en una de esas zanjas donde se verificó la presencia de industria lítica y a continuación, se planteó la realización de un sondeo arqueológico.
La intervención arqueológica fue dirigida por los arqueólogos José Polo (ARQUEX S.L.) y Concepción Torres (UAM) así como por el geólogo Fernando Tapias (ARQUEX S.L.). Además, contó con el asesoramiento científico del catedrático de Prehistoria

## Restos arqueológicos
En el yacimiento de El Humedal, los grupos cazadores-recolectores encontraron una fuente primaria de sílex, una materia prima que buscaban para la elaboración de herramientas. Aquí localizaron pequeños nódulos de sílex que después explotaron para conseguir elementos apuntados, es decir, puntas musterienses.
En el sitio, se documentan categorías líticas asociadas a la producción de lascas. Además de núcleos Levallois y puntas, son muy frecuentes las lascas corticales, semicorticales, lascas simples, fragmentos de lascas, elementos retocados, etc.
Además de los restos de talla lítica, se documentó un área de combustión que indica cierto carácter residencial en El Humedal.
Los estudios geoarqueológicos y los materiales líticos documentados indican que se trata de un conjunto musteriense, muy posiblemente asociado a poblaciones neandertales. Los resultados cronológicos serán determinantes para conocer en qué momento se produjo esta ocupación y qué similitudes o diferencias presenta con otros yacimientos de la zona como Cantera Vieja.